# Cristoforo Schor
Cristoforo Schor, né à Rome et mort le 9 juin 1725 à Naples, est un architecte et scénographe italien.

## Biographie
Cristoforo Schor est le fils d'un architecte italien d'origine autrichienne, Giovan Paolo Schor (it) (1615-1674) et le frère cadet de Filippo Schor (it), également architecte. II apprend son métier auprès de son père et commence sa carrière à Rome où il est documenté comme ayant participé au chantier de l'église San Antonio dei Portoghesi en 1697. La même année, il part pour Naples à la suite du vice-roi, le duc de Medinaceli (es). Il remplace son frère à la régie de la scénographie du Teatro San Bartolomeo, après le départ de celui-ci pour la cour royale d'Espagne.
Il travaille à la restauration du palais Caracciolo di Santobuono ; les peintures sont exécutées par Francesco Francarecci. En 1699, il collabore avec Ferdinando Galli da Bibiena pour des scénographies d'opéra. En 1705, il dirige un chantier de l'hôpital San Giacomo et dessine un portail pour la chartreuse de Padula. Entre 1708 et 1710, il conçoit, avec l'assistance d'Arcangelo Guglielmelli, le majestueux chœur surélevé en marbre et en stuc de la basilique Santa Maria della Sanità.
En 1713, il rédige une expertise dans l'affaire opposant le couvent de Santa Maria Donnalbina à celui de Santa Chiara. En 1717, il travaille pour l'hôpital des Incurables dans le domaine hydraulique. En même temps, il dessine la chapelle de Salvatore Alchimia de l'église Santa Maria della Catena, les stucs étant de Pietro Scarola. L'année suivante, il travaille pour le palazzo Ravaschieri et en 1721 avec Giovan Battista Nauclerio pour le palazzo Barbapiccola. Ensuite, il restaure ou répare certains édifices et l'on perd sa trace après 1724.
Son fils Giulio suivit l'exemple de son père et dessina en plus des carrosses.